# 斤
斤（きん）は、尺貫法の質量の単位である。伝統的には1斤は16両と定義されるが、その値は時代と地域により異なる。
マレー語ではカティ (kati) という。これは英語に入りカティー (catty) となり、各国の斤を表す。

## 日本
日本では、通常は1斤＝16両＝160匁とされる。
明治4年（1871年）5月、新貨条例公布の際、当初は1戔（匁）＝3.756 574グラムとされたが、同年9月に訂正されて、1戔（匁）＝3.756 521グラムと定められた。この換算値は度量衡取締条例（明治8年(1875年)8月5日太政官第135号達）にも引き継がれた。その後、1891年（明治24年）3月24日（法律第3號）公布の度量衡法第5條において、換算の便宜のため、1匁＝（正確に）3.75グラムとされた。したがって、1斤 = 160匁 = (正確に)600グラムとなった。
これとは別に、計量するものによって各種の「斤」が使用され、別名があった。
| 名称               | 両       | 匁    | グラム  |
| ------------------ | -------- | ----- | ------- |
| 山目（やまめ）     | 15.625両 | 250匁 | 937.5 g |
| 白目（しろめ）     | 14.375両 | 230匁 | 862.5 g |
| 大和目（やまとめ） | 12.500両 | 200匁 | 750.0 g |
| 唐目（からめ）     | 10.000両 | 160匁 | 600.0 g |
| 英斤（えいきん）   | 07.500両 | 120匁 | 450.0 g |

舶来品に対しては、1ポンド（453.6グラム）に値が近い120匁（450グラム）を1斤とし、これを英斤（えいきん）と呼んだ。
現在の日本では「斤」は、食パンの計量の単位としてのみ使われている。これはパンが英斤を単位として売買された歴史に由来する。ただし、1斤として売られたパンの質量は時代とともに少なくなった。現在、公正競争規約は、食パンの1斤=340グラム（以上）と定めている。
2010年に改定された常用漢字表では、当初、使用頻度の低い度量衡の単位の漢字である「勺」「匁」とともに「斤」の字も削除候補となっていたが、2008年6月に出された第2次案で「斤」のみ削除候補から外された。

## 中国
漢代の斤は、現在よりずっと少なく、226.67グラムと推定されている。鈞を参考のこと。
南北朝時代には南朝では変化が少なかったのに対し、北朝で1両の質量が増大した。隋唐代には、従来の両と、その3倍の両の2種類が定義され、のちに前者を小称両、後者を大称両と呼んだ。唐代以降は大称両のみが使われた。1斤 = 16両の関係は変わらなかったので、1斤の質量も増大した。唐の1斤は、西安市何家村出土の質量を記した金銀器から、約680gと推定されている。
清朝の標準とされた庫平両は清滅亡後の1915年に596.816グラムと定義された。国民革命後の1929年に定められた市制では、メートル法を元に1斤（市斤）=500グラムという切りのいい数値に改められた。
中華人民共和国は1959年、従来の1斤（市斤）=16両を1斤=10両に十進化したが、1斤=500グラムの換算は保たれた。
近代の中国ではキログラムにも「斤」の字を宛てたため、市制の斤（市斤）と区別するために「公斤」という。

## 台湾

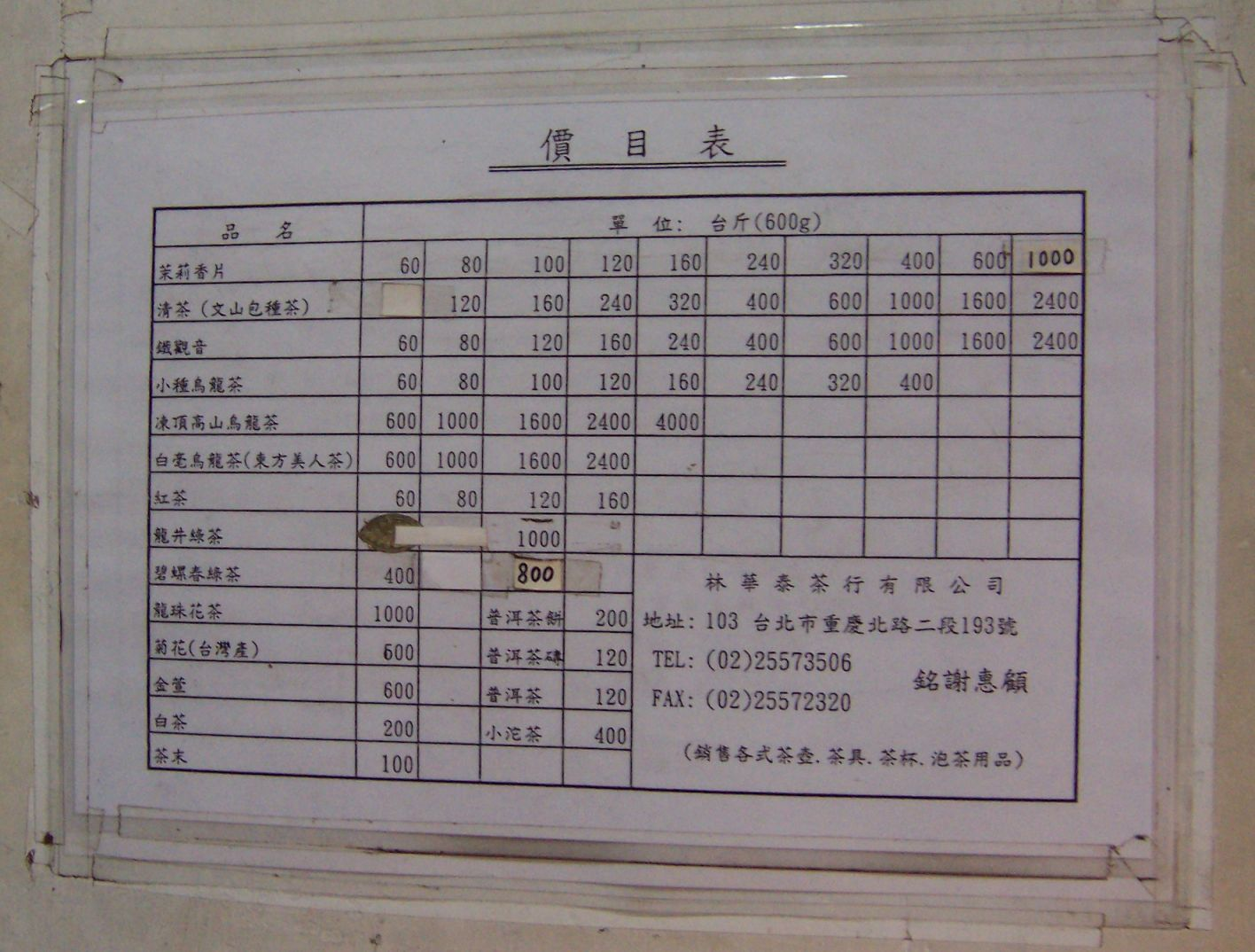

台湾では、日本統治時代があったことから日本の尺貫法の影響を受け、単位名称以外は日本と同じ換算をする台制が広まっている（全てが台制ではない）。台制の斤を特に台斤と呼び、1斤（台斤）＝600グラムである。

## 香港・マカオ
香港とマカオでは「司馬斤」と呼ばれる604.78982グラムの斤が使用されている。これは、清代に外国との貿易のために各国と結んだ単位についての協定における定義がそのまま使われているもので、元はヤード・ポンド法で1+1⁄3ポンドと定義されていた。

## シンガポール・マレーシア
シンガポールでは「斤」と呼ばれる0.6048キログラムの斤が使用されている。これは、香港と同じで、清代に外国との貿易のために各国と結んだ単位についての協定における定義がそのまま使われているもので、もとはヤード・ポンド法で1+1⁄3ポンドと定義されていた。
マレーシアも、シンガポールと同様である。

## 参考
- 斤（質量）単位換算表

|      | キログラム （SI単位） | グレーン | 常用オンス  | 常用ポンド   | 匁          | 斤            | 貫             |
| ---- | --------------------- | -------- | ----------- | ------------ | ----------- | ------------- | -------------- |
| 1 kg | = 1                   | ≈ 15432  | ≈ 35.274    | ≈ 2.2046     | ≈ 266.67    | ≈ 1.6667      | ≈ 0.26667      |
| 1 gr | = 0.00006479891       | = 1      | ≈ 0.0022857 | ≈ 0.00014285 | ≈ 0.0172797 | ≈ 0.000107998 | ≈ 0.0000172797 |
| 1 oz | = 0.028349523125      | = 437.5  | = 1         | = 0.0625     | ≈ 7.5599    | ≈ 0.047249    | ≈ 0.0075599    |
| 1 lb | = 0.45359237          | = 7000   | = 16        | = 1          | ≈ 120.96    | ≈ 0.75599     | ≈ 0.12096      |
| 1 匁 | = 0.00375             | ≈ 57.871 | ≈ 0.13228   | ≈ 0.082673   | = 1         | = 0.00625     | = 0.001        |
| 1 斤 | = 0.6                 | ≈ 9259.4 | ≈ 21.164    | ≈ 1.3228     | = 160       | = 1           | = 0.16         |
| 1 貫 | = 3.75                | ≈ 57871  | ≈ 132.28    | ≈ 8.2673     | = 1000      | = 6.25        | = 1            |